# Washington Luigi Garcia
Washington Luigi Garcia (14 de noviembre de 1978) es un exfutbolista brasileño que se desempeñaba como delantero.
Jugó para clubes como el São Paulo, Montedio Yamagata, RWDM, FC Volgar Astrakhan, Ponte Preta, Goiás, Gama, ASA, Indios y Volta Redonda.

## Trayectoria

### Clubes
| Club                | País    | Año         |
| ------------------- | ------- | ----------- |
| São Paulo           | Brasil  | 1999 - 2001 |
| Montedio Yamagata   | Japón   | 2000        |
| RWDM                | Bélgica | 2002        |
| FC Volgar Astrakhan | Rusia   | 2003        |
| Ponte Preta         | Brasil  | 2004 - 2005 |
| Goiás               | Brasil  | 2005 - 2006 |
| Gama                | Brasil  | 2006 - 2007 |
| São Bento           | Brasil  | 2007 - 2008 |
| ASA                 | Brasil  | 2008 - 2009 |
| Indios              | México  | 2009        |
| Volta Redonda       | Brasil  | 2010        |